# Atropina
A atropina é um alcaloide encontrado na planta Atropa belladonna (beladona), e outras de sua família, que interfere na ação da acetilcolina no organismo. Ele é um antagonista muscarínico que age nas terminações nervosas parassimpáticas, inibindo-as.
A Atropa belladona (ou erva-moura mortal) fornece principalmente o alcaloide Atropina (dl-hiosciamina). O mesmo alcaloide é encontrado na Datura stramonium, conhecida como estramônio ou figueira-do-inferno, pilrito, ou ainda maçã-do-diabo. A atropina é formada por ésteres orgânicos pela combinação de um ácido aromático (ácido trópico) e bases orgânicas complexas formando tropina (tropanol).

## Propriedades
Atua bloqueando o efeito do nódulo sinoatrial, o que aumenta a condução através do nódulo atrioventricular e, consequentemente, o batimento cardíaco.
A atropina reduz a função secretória do estômago e intestino, podendo ser utilizada como agente antiespasmódico para distúrbios gastrintestinais e tratamento da úlcera péptica.
Em doses mínimas, a atropina inibe a atividade das glândulas sudoríparas, deixando a pele mais seca e quente. A transpiração pode ser inibida a ponto de aumentar a temperatura corpórea, porém este efeito é notável apenas depois da utilização de doses altas, ou sob temperaturas ambientes elevadas. Nos lactentes e nas crianças, doses moderadas pode causar febre atropínica.

## Farmacocinética
Tem absorção veloz no trato gastrintestinal. Ela também chega a circulação quando for aplicada topicamente na mucosa do corpo. A absorção pela pele íntegra é pequena, embora seja eficiente na região retroauricular (atrás da orelha). O metabolismo hepático é responsável pela eliminação de aproximadamente 50% da dose, enquanto o restante é eliminado inalterado na urina. A atropina atravessa a barreira placentária.
A atropina é absorvida rapidamente pelo trato gastrointestinal. Tem meia-vida de 2 horas aproximadamente.

## Ação farmacológica
A atropina é um antagonista competitivo das ações da acetilcolina e outros agonistas muscarínicos. Ela compete com estes agonistas por um local de ligação comum no receptor muscarínico. Como o antagonismo da atropina é competitivo, ele pode ser anulado se a concentração da Acetilcolina ou de agonistas colinérgicos nos locais recetores do órgão efetor for aumentada suficientemente. Todos os recetores muscarínicos (M1 a M5) são passíveis de serem bloqueados pela ação da atropina: os existentes nas glândulas exócrinas, músculos liso e cardíaco, gânglios autônomos e neurônios intramurais.
A atropina quase não produz efeitos detetáveis no SNC nas doses usadas na prática clínica. Em doses terapêuticas (0,5 a 1,0 mg), a atropina causa apenas excitação vagal suave em consequência da estimulação da medula e centros cerebrais superiores. Com doses tóxicas da atropina a excitação central torna-se mais acentuada, produzindo agitação, irritabilidade, desorientação, alucinações ou delirium. Com doses ainda maiores, a estimulação pode ser seguida de depressão resultando em colapso circulatório e insuficiência respiratória depois de um período de paralisia e coma.
A ação cardiovascular depende da dose. Em baixas doses há a diminuição da frequência cardíaca, pois o efluxo eferente vagal é ativado, bloqueado o M1 nos neurônios inibitórios pré-juncionais, permitindo a libertação de acetilcolina. Já em altas doses a atropina bloqueia os receptores M2 no nódulo sinoatrial e a frequência cardíaca aumenta.
A atropina inibe as secreções do nariz, boca, faringe e brônquios e, dessa forma, resseca as mucosas das vias respiratórias. Essa ação é especialmente pronunciada se as secreções forem excessivas e constitui-se na base para a utilização da Atropina como medicamento pré-anestésico.

## Indicações
- Parassimpaticolítico
- Antiespasmódico
- Anti-secretor

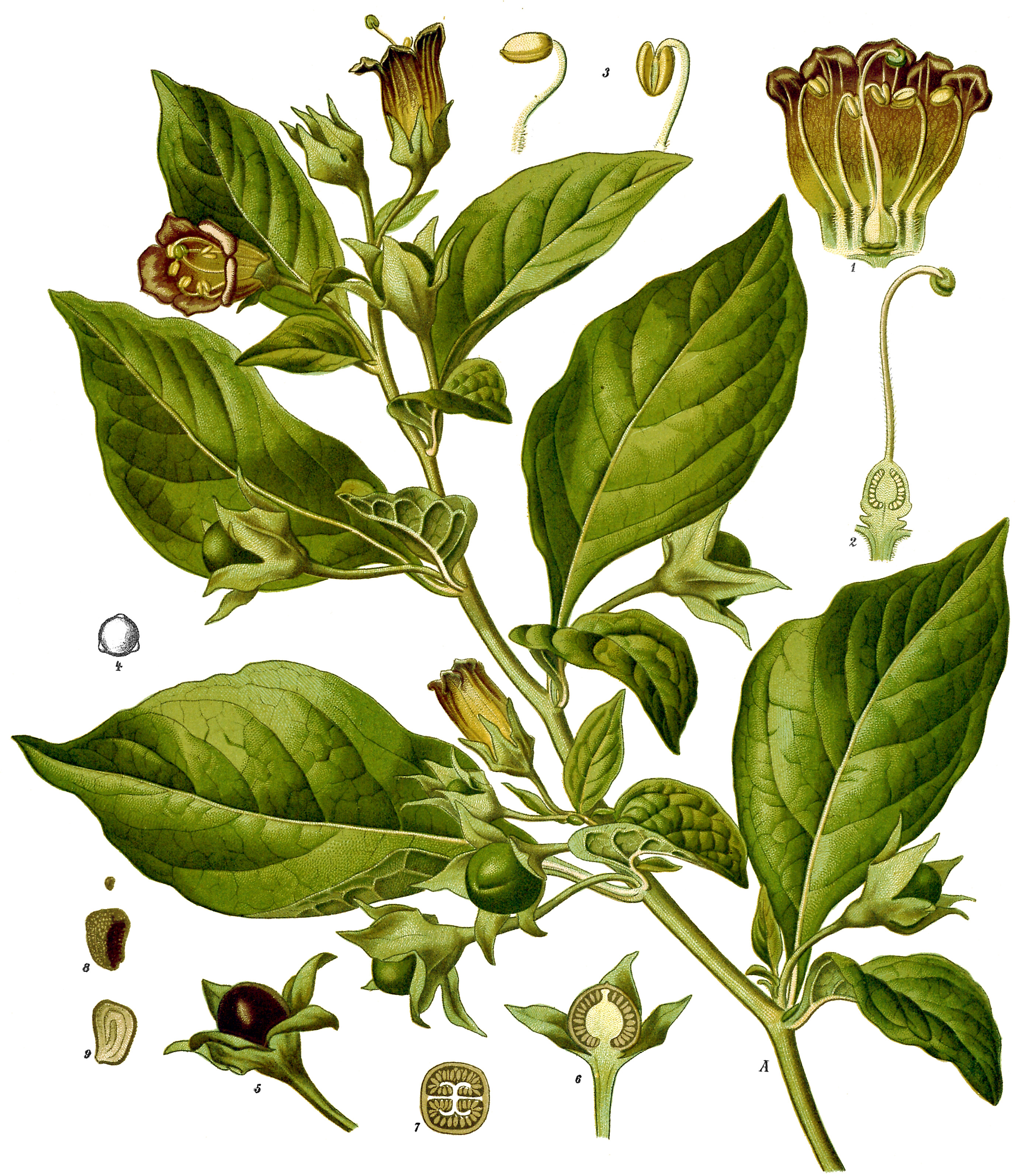
Atropa belladonna.

- Intoxicação por inseticidas (organofosforados)
- Dilatador dos brônquios no colapso respiratório
- Edema pulmonar
- Midriático na dilatação da pupila
- Antídoto da eserina, pilocarpina, morfina, carbamato, arecolina, organofosforados, clorofórmio, muscária, adubos químicos e inseticidas
- Contaminação por gases neurotóxicos, como o sarin, VX e soman.
- Bradicardia sinusal

## Contra-indicações
- Glaucoma
- Íleo paralítico
- Estenose pilórica
- Hipertrofia prostática
- Coronariopatias
- Cardiopatia chagásica
- Pacientes sensíveis a qualquer alcaloide ou barbitúrico
- Gestantes

## Efeitos Colaterais
A Atropina pode causar aumento dos batimentos cardíacos; boca seca; pele seca; prisão de ventre; dilatação das pupilas; diminuição do suor; dor de cabeça; insônia; náusea; palpitação; retenção de urina; sensibilidade à luz; tontura; vermelhidão; visão turva; perda do paladar; fraqueza; febre; sonolência; inchaço da barriga.

## Sobredosagem
- Lavagem gástrica
- Administração de suspensão de carvão ativo
- Para reverter os sintomas antimuscarínicos severos administrar fisiostigmina lentamente por via intravenosa não ultrapassando 1 mg por minuto
- Respiração artificial com oxigênio, se for necessária para a depressão respiratória
- Hidratação adequada
- Tratamento sintomático